# Алаев, Антон Олегович
Антон Олегович Алаев (2 июня 1994 года, Железнодорожный, Россия) — российский футболист, защитник.

## Карьера
Воспитанник спортшколы московского «Локомотива». В 2012—2013 выступал за молодежную команду московского «Динамо».
В середине 2013 года переехал в Литву, где заключил контракт с одним из лидеров местного первенства «Атлантасом». Однако закрепиться в составе не смог. Всего за клуб провел только одну игру, после чего переехал в Чехию.
В 2015 году вернулся в Россию. Играл за команды второго дивизиона «Спартак-Нальчик» и «Химик» (Дзержинск). Зимой 2016 года перешёл в тверскую «Волгу». В сезоне 2016/17 провёл 11 матчей за «Торпедо» Владимир. В сезонах 2017/18 — 2018/19 играл в премьер-лиге КФС. 12 июня 2019 перешёл в «Волну» Ковернино, через месяц перешёл в клуб ПФЛ «Коломна».